# Böhmer & Petrich
Böhmer & Petrich waren eine Architektengemeinschaft von Franz Böhmer (Straßburg 17.6. 1907 – Erlangen 22.9. 1943) und Georg Petrich (Braunschweig 29.6. 1908 - Dijon 5.6. 1944) in Berlin. Sie konnten in den 1930er Jahren vielfältige Bauten sowohl für Privatpersonen als auch für Politiker und Unternehmen realisieren und führten umfangreiche Umbauarbeiten an verschiedenen Gebäuden durch. Die Arbeit des Büros endete, als beide Inhaber ihren als Kriegsteilnehmer im Zweiten Weltkrieg erlittenen Verletzungen erlagen. Ihre Hauptauftraggeber waren Nationalsozialisten.

## Geschichte
Böhmer studierte zuerst an der TH Karlsruhe. Er wechselte als Schüler von Hans Poelzig an die Technische Hochschule Charlottenburg und schloss seine Diplomarbeit 1933 ab.
Er nahm anschließend seine Wohnung in Berlin-Charlottenburg, Kantstraße 47, wechselte bald darauf aber nach Schöneberg, Innsbrucker Straße 7. Böhmer hatte um 1936 mit dem ebenfalls an der Hochschule Charlottenburg ausgebildeten und zu dieser Zeit im selben Haus wohnenden Georg Petrich ein gemeinsames Architekturbüro gegründet. Sie machten ihre Karriere in den 1930er und 1940er Jahren und führten bald auch in Posen (Adresse Schlossfreiheit 13) eine Filiale. Um 1940 war Franz Böhmer nochmals umgezogen und zwar in die Goethestraße 10 in Charlottenburg, wo er mit Hilfe seines Sozius das Architekturbüro total erneuert hatte. Petrich hatte inzwischen mehr eine akademische Laufbahn eingeschlagen, denn er trug im Jahr 1943 den Titel eines Doktors und besaß ein Wohnhaus in Berlin-Westend, Stallupöner Allee 22.
Böhmer und Petrich hatten ihr Architekturstudium mit dem Titel Dipl. Mgr. abschlossen.
Nach erfolgreichem Studienabschluss traten sie als Büro Böhmer & Petrich gemeinsam auf. Beide waren mit Ehefrauen aus der Familie von Bothmer verheiratet.

## Bauten und Planungen
- chronologisch -
- 1925–1933 (nur Böhmer): Umbau und Erneuerung der im Jahr 1907 errichteten Wasserkunst in Merseburg[10]
- 1934 (nur Böhmer): Belegschaftsgebäude der Standard-Lack-Werke, Berlin-Plötzensee, gelegen am Nordufer 24/25

- 1934–36 Thingstätte Annaberg

- 1935: Gemeinschaftshaus für die Ertüchtigung junger Menschen im Sinne des Nationalsozialismus in Mehrow (geplant)[11]

- 1935–1937(nur Böhmer): Wohnhaus Ministerialrat Dr. Walter Blümich, Berlin-Zehlendorf, Rappoltsweiler Straße 13
- 1936/1937: Kunstgewerbliche Werkstätten Walter Brendel, Berlin
- 1936/1937: Haus von Walther Darré, Berlin-Dahlem. Umbau des Wohnhauses mit Innenausbau (mit den Anton Pössenbacher Werkstätten für Innenausbau, München) und – unter Hinzuziehung des Landschaftsarchitekten N. Hinz – Neugestaltung des Gartens
- 1937: Umbau des Hauses der 109. SS-Standarte in Posen, Robert-Koch-Straße
- um 1937: Neubau des Hauses des Reichspropagandaministers Joseph Goebbels, Berlin-Mitte
- 1938: Umbau der Villa von Joachim von Ribbentrop in Berlin-Dahlem
- 1938–1941: Umbau der Dienstwohnung von Ribbentrop in Berlin-Mitte, Dorotheenstadt; zwischen Wilhelmstraße und [damaliger] Hermann-Göring-Straße gelegen, einschließlich eines großen Empfangssaals, Speisesaals, Tanzsaals; eines Adjutantenhauses, eines Gartenflügels, eines Schwimm- und Tennishauses sowie eines Kinderspielplatzes. Bei einigen Ausstattungsplanungen wurden die Vereinigten Werkstätten für Kunst im Handwerk aus München, auch die Marmor-Industrie Kiefer, Oberalm, hinzugezogen.
- 1939: Feierstätte Runow mit einer Friedhofskapelle und Glockenturm
Bei dieser Planung handelte es sich offensichtlich um eine Art Heldenfriedhof für verstorbene Nazigrößen im Ortsteil Runow der Gemeinde Bülow (bei Crivitz) in Mecklenburg, wie den Skizzen und Detailzeichnungen zu entnehmen ist. Ob es zur Ausführung dieses Projektes kam, ist nicht bekannt.
- 1939–1941: Auswärtiges Amt, Berlin-Mitte. Umbau 1939–1941. Auch hier wurden Arbeiten durch die Vereinigten Werkstätten für Kunst im Handwerk aus München sowie die Marmor-Industrie Kiefer, Oberalm, mit geplant.
- 1940/1941: Umbau und Neuausstattung des Baubüros von Franz Böhmer in der Goethestraße 10, Berlin-Charlottenburg
- 1941: Neugestaltung des Eingangsbereichs mit Tor und Halle zum Haus des Reichsinnenministers Wilhelm Frick, Berlin-Mitte